# 1450年
| 千纪： | 2千纪 |
| 世纪： | 14世纪 \| 15世纪 \| 16世纪                                                                                 |
| 年代： | 1420年代 \| 1430年代 \| 1440年代 \| 1450年代 \| 1460年代 \| 1470年代 \| 1480年代                           |
| 年份： | 1445年 \| 1446年 \| 1447年 \| 1448年 \| 1449年 \| 1450年 \| 1451年 \| 1452年 \| 1453年 \| 1454年 \| 1455年 |
| 纪年： | 庚午年（马年）；明景泰元年；黄萧养东阳二年；越南大和八年；日本寶德二年                                     |

## 大事記
- 中国
  - 英宗回朝
- 帖木儿帝国君主阿不都·剌迪甫遇刺身亡，堂弟阿卜杜拉·米爾扎繼位。
- 歐洲
  - 福爾米尼戰役：法國自英國手中收復諾曼第。
  - 米蘭共和國僱傭軍隊長弗朗切斯科·斯福爾扎一世迫使共和國最高會議擁立為米蘭公爵，開始斯福爾扎家族對米蘭公國的統治。
  - 肯特杰克·凯德反抗英王亨利六世民变。

## 出生
朱见淳，明朝许悼王，明英宗朱祁镇第四子。

## 逝世
- 5月9日——阿不都·剌迪甫，帖木兒曾孫，兀魯伯長子，篡位後擔任帖木兒帝國統治者六個月的時間。
- 5月10日——岷庄王朱楩